# Same Difference
Same Difference peti je studijski album švedskog death metal-sastava Entombed. Diskografska kuća Music for Nations objavila ga je 16. studenoga 1998.

## Popis pjesama
| 1.    | »Addiction King«         | Uffe Cederlund, Jörgen Sandström | 2:56 |
| 2.    | »The Supreme Good«       | Cederlund, Alex Hellid           | 4:15 |
| 3.    | »Clauses«                | Cederlund, Sandström             | 3:39 |
| 4.    | »Kick in the Head«       | Cederlund                        | 3:29 |
| 5.    | »Same Difference«        | Hellid                           | 4:01 |
| 6.    | »Close but Nowhere Near« | Cederlund, Hellid                | 2:57 |
| 7.    | »What You Need«          | Hellid, Peter Stjärnvind         | 2:49 |
| 8.    | »High Waters«            | Cederlund, Hellid                | 3:40 |
| 9.    | »20/20 Vision«           | Hellid                           | 3:03 |
| 10.   | »The Day, the Earth«     | Sandström, Cederlund             | 2:46 |
| 11.   | »Smart Aleck«            | Cederlund, Stjärnvind            | 3:20 |
| 12.   | »Jack Worm«              | Cederlund                        | 2:51 |
| 13.   | »Wolf Tickets«           | Cederlund, Hellid                | 4:07 |
| 43:53 |                          |                                  |      |

| Bonus pjesme na ograničenom izdanju | Bonus pjesme na ograničenom izdanju          | Bonus pjesme na ograničenom izdanju | Bonus pjesme na ograničenom izdanju | Bonus pjesme na ograničenom izdanju | Bonus pjesme na ograničenom izdanju | Bonus pjesme na ograničenom izdanju | Bonus pjesme na ograničenom izdanju | Bonus pjesme na ograničenom izdanju | Bonus pjesme na ograničenom izdanju |
| Br.                                 | Skladba                                      | Autor                               | Trajanje                            |                                     |                                     |                                     |                                     |                                     |                                     |
| ----------------------------------- | -------------------------------------------- | ----------------------------------- | ----------------------------------- | ----------------------------------- | ----------------------------------- | ----------------------------------- | ----------------------------------- | ----------------------------------- | ----------------------------------- |
| 14.                                 | »Vices by Proxy«                             | Cederlund                           | 2:59                                |                                     |                                     |                                     |                                     |                                     |                                     |
| 15.                                 | »Dagger« (bonus pjesma na japanskom izdanju) | Cederlund                           | 3:32                                |                                     |                                     |                                     |                                     |                                     |                                     |
| 50:24                               |                                              |                                     |                                     |                                     |                                     |                                     |                                     |                                     |                                     |

## Zasluge
| Entombed - Jörgen Sandström – bas-gitara - L-G Petrov – vokal - Alex Hellid – gitara, grafički dizajn, dizajn - Uffe Cederlund – gitara - Peter Stjärnvind – bubnjevi | Ostalo osoblje - Daniel Rey – produkcija, inženjer zvuka, miks - Stefan Boman – inženjer zvuka, - Jon Marschall Smith – miks - Howie Weinberg – mastering - Michael Williams – fotografije (na naslovnicu) - Neil Rapi – fotografije - Guerilla Art – grafički dizajn, dizajn |